# Sara Jacobs

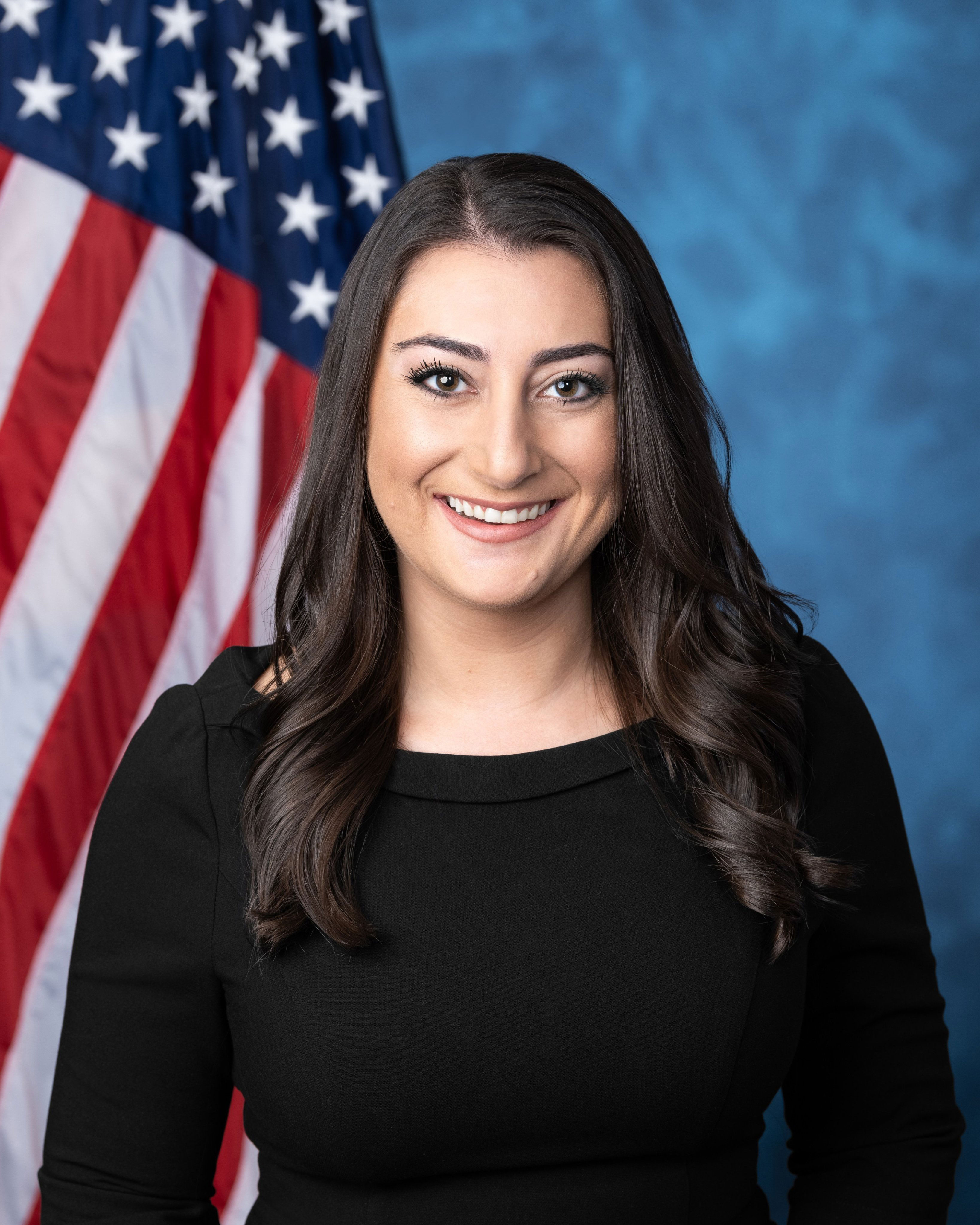
Sara Jacobs (2021)

Sara Josephine Jacobs (* 1. Februar 1989 in San Diego, San Diego County, Kalifornien) ist eine amerikanische Politikerin der Demokratischen Partei. Seit Januar 2021 vertritt sie den 53. Distrikt von Kalifornien im Repräsentantenhaus der Vereinigten Staaten.

## Leben
Jacobs wuchs in San Diego auf. Sie ist die Enkeltochter des Unternehmers Irwin M. Jacobs. Sara Jacobs besuchte die Torrey Pines High School und studierte an der Columbia-Universität. Dort erwarb sie 2011 einen Bachelor of Arts in Politikwissenschaften und 2012 einen Master of International Affairs in internationaler Politik. Sie arbeitete für das Außenministerium unter Präsident Barack Obama sowie für die Vereinten Nationen und UNICEF. Sie war politische Beraterin im Wahlkampf von Hillary Clinton für die Präsidentschaft 2016. In San Diego gründete Jacobs 2018 die Hilfsorganisation „San Diego for Every Child“ gegen Kinderarmut, die sie leitete.

## Politik
Bei der Wahl zum Repräsentantenhaus 2018 trat Jacobs im 49. Kongresswahlbezirk Kaliforniens an, verlor aber in der Vorwahl. 2020 trat sie im 53. Wahlbezirk an, der Teile der Stadt San Diego und ihrer Vorstädte umfasst. In der parteiübergreifenden Vorwahl (Jungle Primary) erzielte sie mit 29,1 % der Stimmen das beste Ergebnis und trat in der allgemeinen Wahl am 3. November 2020 gegen die zweitplatzierte Georgette Gómez an, die ebenfalls der Demokratischen Partei angehört. Jacobs gewann die Wahl mit 59,5 % der Stimmen gegen Gómez. Jacobs trat ihr Amt am 3. Januar 2021 an.
Die offene Primary (Vorwahl) ihrer Partei für die Wahlen 2022, nunmehr für den 51. Distrikt, am 7. Juni konnte sie mit 60,3 % gewinnen. Bei der allgemeinen Wahl trat sie am 8. November 2022 gegen den zweitplatzierten  Stan Caplan von der Republikanischen Partei an. Sie konnte die Wahl mit 59 % der Stimmen für sich entscheiden und ist dadurch im Repräsentantenhaus des 118. Kongresses vertreten.[veraltet]

### Ausschüsse
Jacobs gehört im Repräsentantenhaus folgenden Ausschüssen an:
- Committee on Armed Services
  - Intelligence and Special Operations
  - Seapower and Projection Forces
- Committee on Foreign Affairs
  - Africa
  - Global Health, Global Human Rights, and International Organizations

Außerdem ist sie Mitglied in der New Democrat Coalition sowie in 19 weiteren Caucuses.